# 的莫鸽鸽
的莫鸽鸽（1964年10月—），中华人民共和国政治人物、全国脱贫攻坚先进个人。

## 生平
的莫鸽鸽任乐山市金口河区司法局四级调研员。因在脱贫攻坚战中作出突出贡献，2021年2月25日全国脱贫攻坚总结表彰大会上，的莫鸽鸽被授予“全国脱贫攻坚先进个人”。